# Ephyrogymna circularis
Ephyrogymna circularis är en havsspindelart som beskrevs av Hedgpeth, J.W. 1943. Ephyrogymna circularis ingår i släktet Ephyrogymna och familjen Ammotheidae. Inga underarter finns listade i Catalogue of Life.